# 獅子山区
獅子山区（ししざん-く）は中華人民共和国安徽省銅陵市にあった市轄区。2015年に銅官山区と合併して銅官区となった。

## 行政区画
1街道、1鎮、1経済開発区と直轄の5社区を管轄。
- 街道:東郊街道
- 鎮:西湖鎮
- 獅子山経済開発区
- 立新社区、翠湖社区、鳳凰山社区、銅霞社区、獅子山社区